# Ystrad Fflur
Ystrad Fflur – cymuned w hrabstwie Ceredigion w Walii. W 2011 roku zamieszkany przez 712 osób. Na obszarze Ystrad Fflur znajdują się wsie Pontrhydfendigaid, Ffair Rhos, a także ruiny opactwa Strata Florida.